# Amelogenesis imperfecta
Amelogenesis imperfecta (ang. amelogenesis imperfecta, AI) – grupa uwarunkowanych genetycznie zaburzeń rozwoju szkliwa zębów. Zęby chorych z amelogenesis imperfecta są małe, przebarwione, mają nieprawidłowo ukształtowaną powierzchnię, są podatne na uszkodzenia i przedwcześnie wypadają. Choroba może dotyczyć zarówno uzębienia mlecznego, jak i stałego. Wyróżniono wiele typów i klasyfikacji klinicznych schorzenia.

## Epidemiologia

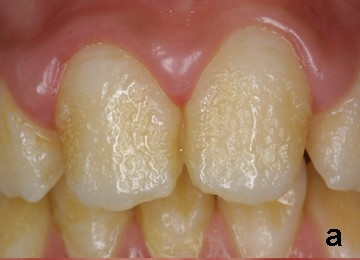
Typ hipoplastyczny amelogenesis imperfecta. Charakterystyczne dołkowanie i bruzdowanie szkliwa

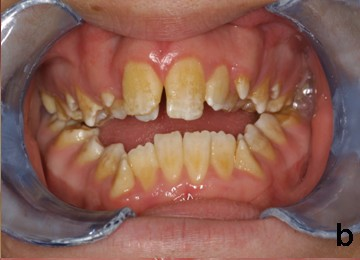
Typ hipolastyczny amelogenesis imperfecta, u tego pacjenta dodatkowo występują nieprawidłowości zgryzu

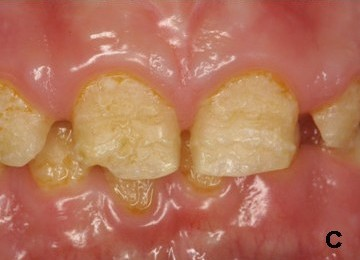
Typ hipolastyczny amelogenesis imperfecta, u tej pacjentki bruzdowania szkliwa przebiegają poprzecznie

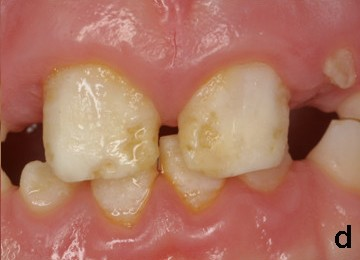
Typ hipoplastyczny amelogenesis imperfecta u pacjenta, będącego bratem kobiety przedstawionej na grafice C. Widać odmienności fenotypowe w obrębie jednej postaci schorzenia

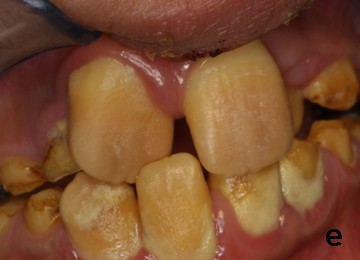
Typ hipomineralizacyjny amelogenesis imperfecta – szkliwo jest jednorodnie matowe i przebarwione

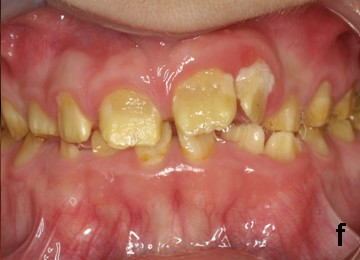
Typ hipomineralizacyjny amelogenesis imperfecta współistniejący z typem hipoplastycznym u pacjenta z dystrofią pręcików siatkówki

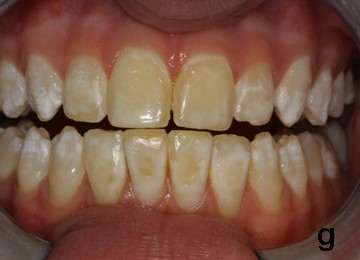
Typ niedojrzały amelogenesis imperfecta; szkliwo jest prawidłowej grubości i twardości, ale jego powierzchnia jest lekko przebarwiona, przypominając obraz kliniczny fluorozy

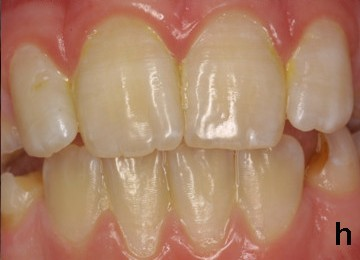
Typ niedojrzały amelogenesis imperfecta u innego pacjenta

Szacunki co do częstości schorzenia w populacji są bardzo różne i wynosiły od 1:14 000 w USA do 1:700 w populacji szwedzkiej.

## Etiologia
Szkliwo jest wysoce zmineralizowaną tkanką, w której ponad 95% objętości stanowią kryształy hydroksyapatytu. Uważa się, że tworzenie tej niezwykle uporządkowanej struktury jest regulowane przez ameloblasty na drodze interakcji z licznymi typami cząsteczek organicznych, w tym enameliny, amelogeniny, ameloblastyny, tufteliny, amelotyny, sjalofosfoproteiny dentynowej i różnorodnych enzymów, takich jak kalikreina 4 i metaloproteinaza 20 macierzy szkliwa. Mutacje w każdym z genów kodujących wymienione białka skutkują fenotypem amelogenesis imperfecta.
| Typ                                                                                  | OMIM        | Gen         | Białko      | Locus                  |
| ------------------------------------------------------------------------------------ | ----------- | ----------- | ----------- | ---------------------- |
| AIH1 (amelogenesis imperfecta, X-linked 1)                                           | OMIM 301200 | .           | Amelogenina | X p22.3-p22.1          |
| AIH2 (amelogenesis imperfecta 2, hypocalcification type)                             | OMIM 104500 | ENAM        | Enamelina   | 4 q21                  |
| AIH3 (amelogenesis imperfecta, hypoplastic/ hypomaturation, X-linked 2)              | OMIM 301201 | .           | .           | Xq22-q28               |
| AI1G (amelogenesis imperfecta, hypoplastic type, 1G)                                 | OMIM 204690 | .           | .           | .                      |
| Amelogenesis imperfecta, hypoplastic, and openbite malocclusion, autosomal recessive | OMIM 608563 | ENAM        | Enamelina   | 4q21                   |
| CRDAI                                                                                | OMIM 217080 |             |             |                        |
| AIHHT                                                                                | OMIM 104510 | DLX3        | .           | 17 q21.3-q22           |
|                                                                                      | OMIM 104530 |             |             |                        |
| Zespół Kohlschuttera i Tonza                                                         | OMIM 226750 |             |             |                        |
| Platyspondylia i amelogenesis imperfecta                                             | OMIM 601216 |             |             |                        |
|                                                                                      | OMIM 204700 | MMP20, KLK4 |             | 19 q13.4, 11 q22.3-q23 |
|                                                                                      | OMIM 204650 |             |             |                        |
|                                                                                      | OMIM 130900 |             |             |                        |

CRDAI – cone-rod dystrophy and amelogenesis imperfecta

AIHHT – amelogenesis imperfecta, hypomaturation-hypoplastic type, with taurodontism

## Typy
Począwszy od wyróżnienia jednostki chorobowej przez Weinmanna i wsp. w 1945 roku przedstawiono liczne klasyfikacje kliniczne zaburzenia. Weinmann podzielił AI na dwa zasadnicze typy: z hipoplazją szkliwa i z hipomineralizacją szkliwa.

### Klasyfikacja Darlinga
Darling podzielił dwa typy według Weinmanna na sześć dalszych.
| AI z hipoplazją |                               | AI z hipomineralizacją |                                                                                        |
| Grupa           | Opis                          | Typ                    | Opis                                                                                   |
| --------------- | ----------------------------- | ---------------------- | -------------------------------------------------------------------------------------- |
| 1               | Uogólnione dołkowanie szkliwa | 4A                     | Kredowe, żółtawe, brązowe szkliwo                                                      |
| 2               | Poziome rowki                 | 4B                     | Wyraźne przebarwienie szkliwa i jego osłabienie, po wyrżnięciu się zęba ubytki szkliwa |
| 3               | Uogólniona hipoplazja         | 5                      | Uogólnione lub miejscowe przebarwienie i odpryski szkliwa                              |

### Klasyfikacja Witkopa
Witkop (1957) wyróżnił 5 typów schorzenia opierając się przede wszystkim na analizie fenotypu. Jako pierwszy dodał do klasyfikacji uwagi dotyczące różnych typów dziedziczenia choroby. Podobną klasyfikację przedstawił Schulze w 1970 roku.
1. Typ hipoplastyczny
2. Typ z hipomineralizacją
3. Typ niedojrzały
4. Typ niedojrzały z przebarwieniami
5. Typ z miejscową hipoplazją.

### Klasyfikacja Witkopa i Rao
Witkop i Rao przedstawili kolejną próbę sklasyfikowania odmian AI w 1971 roku:
| a. Typ hipoplastyczny | b. Typ z hipomineralizacją                      | c. Typ niedojrzały |
| --- | ----------------------------------------------- | --- |
| Typ autosomalnie dominujący hipoplastyczno-niedojrzały z taurodontyzmem Typ autosomalnie dominujący gładki hipoplastyczny z defektem wyrzynania zębów i resorpcją zębów Typ autosomalnie dominujący szorstki hipoplastyczny Typ autosomalnie dominujący dołkowany hipoplastyczny Typ autosomalnie dominujący z ogniskową hipoplazją Typ sprzężony z płcią, dziedziczony dominująco, szorstki hipoplastyczny | Typ autosomalnie dominujący z hipomineralizacją | Typ niedojrzały sprzężony z płcią dziedziczony recesywnie Typ niedojrzały autosomalnie recesywny z pigmentacją Typ autosomalnie dominujący zęby „wyglądające jak ośnieżone” („snow-capped teeth”) Typ z ogniskami niedojrzałego szkliwa |

## Leczenie
Chorzy z AI ze względu na znaczny defekt kosmetyczny szkliwa oraz łatwe jego ścieranie i towarzyszące nieprawidłowości zgryzu, wymagają wielospecjalistycznej opieki lekarskiej. W niemowlęctwie zaleca się stosowanie metalowych koron chroniących uzębienie mleczne przed zniszczeniem, później zaleca się obok leczenia zachowawczego leczenie periodontologiczne, chirurgiczne, ortodontyczne i protetyczne.